# مكراندة سبروسية
المكراندة السبروسية (الاسم العلمي:Micrandra spruceana) هي نوع من النباتات تتبع جنس المكراندة من الفصيلة الفربيونية. سميت على اسم ريتشارد سبروس عالم النبات الإنجليزي في القرن التاسع عشر.